# Europeiska unionens publikationsbyrå
Europeiska unionens publikationsbyrå, eller enbart Publikationsbyrån, är ett gemensamt förlag för Europeiska unionens institutioner. Publikationsbyrån ansvarar för att fastställa gemensamma redaktionella bestämmelser för unionens lagstiftning och andra rättsliga akter. Den ansvarar även för att distribuera Europeiska unionens officiella tidning, som ges ut varje vardag på unionens samtliga 24 officiella språk.
Trots sitt namn är Publikationsbyrån inte en byrå i rättslig mening, utan en interinstitutionell tjänsteavdelning som är förvaltningsmässigt knuten till Europeiska kommissionen. Till skillnad från stora delar av övriga kommissionen har Publikationsbyrån sitt säte i Luxemburg, och inte i Bryssel, Belgien. En förvaltningskommitté leder Publikationsbyråns verksamhet.
Publikationsbyrån inrättades i samband med upprättandet av Europeiska kol- och stålgemenskapen (EKSG) 1952 med namnet ”Europeiska kol- och stålgemenskapens publikationsenhet”. De nuvarande bestämmelserna för Publikationsbyrån regleras av ett beslut av Europaparlamentet, Europeiska rådet, Europeiska unionens råd, Europeiska kommissionen, EU-domstolen, Europeiska revisionsrätten, Europeiska ekonomiska och sociala kommittén och Europeiska regionkommittén från den 26 juni 2009.